# مناطق لیتوانی

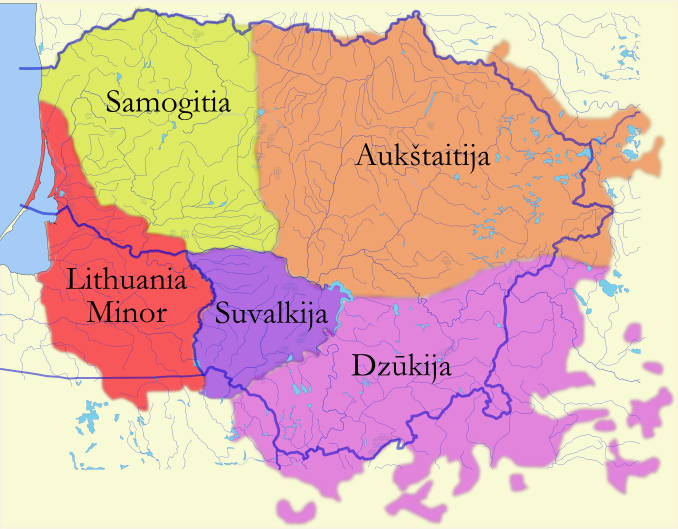
مناطق تاریخی لیتوانی

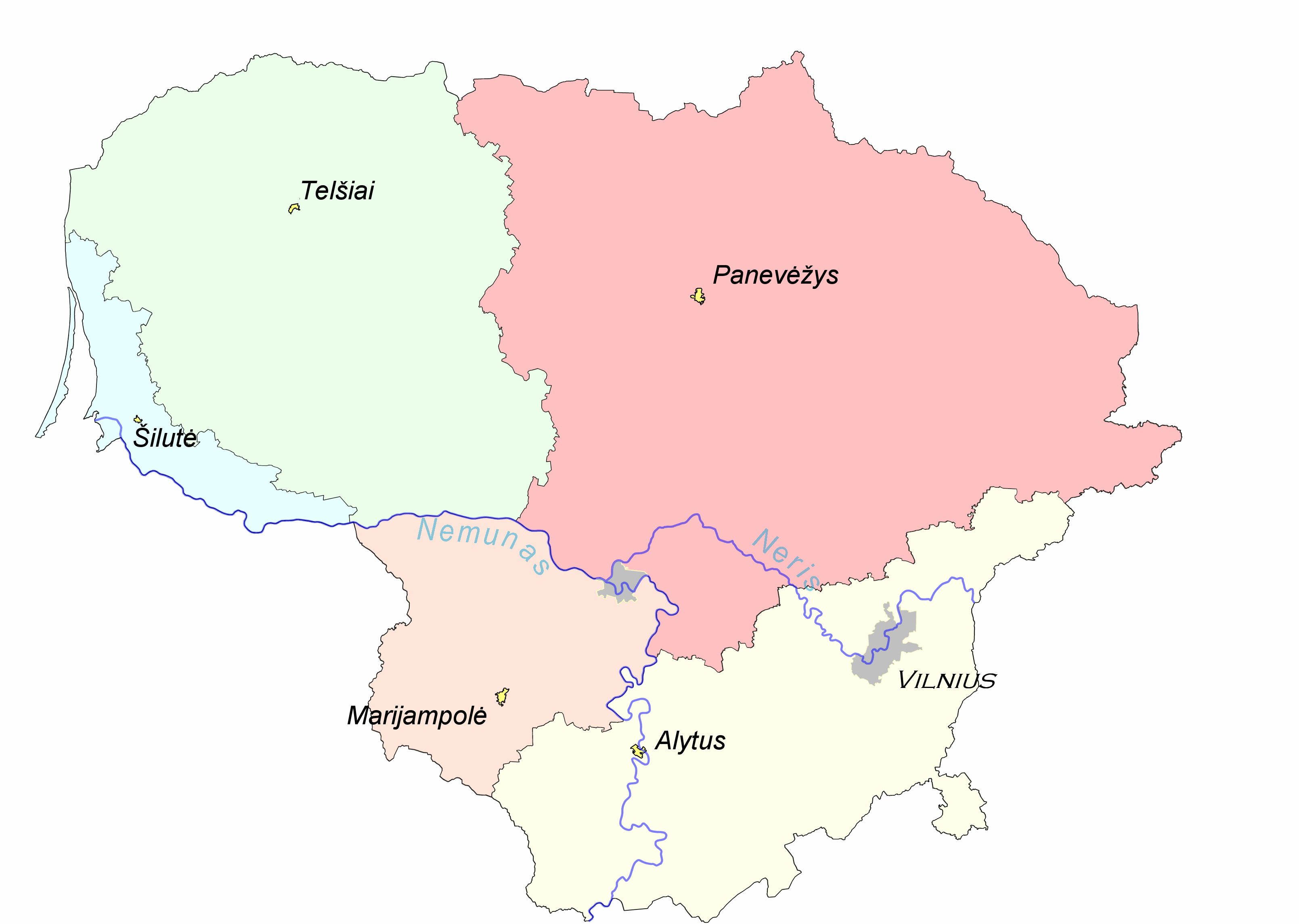

لیتوانی دارای پنج منطقه می‌باشد که سابقه تاریخی در این کشور دارد و به عنوان واحدهای سیاسی و اداری این کشور محسوب نمی‌شوند.

## مناطق
- اوکشتایتیا
- ژمایتیا
- زوکیا
- سوالکیا
- لیتوانی کوچک